# 셰릴 반스
셰릴 반스(Cheryl Barnes, 1951년 ~ )는 미국의 배우, 가수, 영화배우이다.

## 영화
- 헤어 (영화) (1979년)

## 디스코그래피
- Cheryl 1987